# Patrick Devedjian
Patrick Devedjian, né le 26 août 1944 à Fontainebleau (Seine-et-Marne) et mort le 28 mars 2020 à Antony (Hauts-de-Seine), est un homme politique français.
Membre d'Occident, de l'UDR, du RPR, de l’UMP puis de LR, il est maire d'Antony de 1983 à 2002, député des Hauts-de-Seine entre 1986 et 2017, ministre délégué aux Libertés locales de 2002 à 2004, ministre délégué à l'Industrie de 2004 à 2005, ministre chargé de la Mise en œuvre du plan de relance de 2008 à 2010 et président du conseil général puis départemental des Hauts-de-Seine de 2007 à sa mort.
Il est le premier mort de la maladie à coronavirus 2019 parmi les personnalités politiques françaises en activité.

## Biographie

### Jeunesse et vie familiale
Fils de Roland Devedjian (1901-1974), ingénieur en fonderie arménien né à Sivas en Turquie, immigré en France à cause du génocide arménien, et de Monique Wallois (1924-1950), née à Boulogne-sur-Mer, Patrick Roland Karékin Devedjian est élève à l'école communale de La Frette-sur-Seine, au collège arménien Samuel-Moorat de Sèvres, puis à l'école Fénelon et au lycée Condorcet.
Patrick Devedjian poursuit ses études à la faculté de droit d'Assas, puis à l'Institut d'études politiques de Paris, dont il n'obtient pas de diplôme. La guerre d'Algérie, qu'il perçoit comme une confrontation entre musulmans et chrétiens et qui lui rappelle, à ce titre, le génocide arménien fui par son père, suscite son engagement nationaliste de jeunesse. En 1963, à 17 ans, il rejoint le groupe fondateur d'Occident (dissout en 1968 et qui renaîtra sous le nom d'Ordre nouveau). Dans un entretien accordé au Monde en 2014, il déclare : « Je me suis totalement trompé et je l'assume, mais je n'ai cautionné aucun crime ».
Il épouse en 1969 Sophie Vanbremeersch,, fille du général Claude Vanbremeersch (1921-1981). Le couple a quatre enfants, Thomas (né en 1971), énarque, ancien haut fonctionnaire, François, Arthur et Basile.
Avocat au barreau de Paris à partir de 1970, il défend notamment Jacques Chirac et Charles Pasqua.

### Parcours politique

#### Engagement à l'extrême-droite
Dès 1963, Patrick Devedjian se rapproche, par conviction idéologique, de la Fédération des étudiants nationalistes. En 1964, comme Alain Madelin, Hervé Novelli, Claude Goasguen ou Gérard Longuet, il rejoint le groupe activiste d’extrême droite Occident fondé par Pierre Sidos et y fait entrer Jean-Gilles Malliarakis. En novembre 1965, Patrick Devedjian et Alain Madelin sont condamnés par le tribunal correctionnel de Draguignan à un an de prison avec sursis et trois ans de mise à l'épreuve pour vol et détention d'armes,,.
Patrick Devedjian date son éloignement du mouvement Occident de l'année 1966, à la suite de sa rencontre avec Raymond Aron. Cependant, en avril 1966, il participe activement avec d'autres ultranationalistes, dont Alain Madelin, à des manifestations devant le théâtre de l'Odéon contre la représentation des Paravents, de Jean Genet, une pièce perçue par les milieux d'extrême droite comme portant atteinte à l'image virile de la France coloniale. Selon le journaliste Frédéric Charpier, repris par le quotidien Libération, Devedjian est membre de ce mouvement au moins jusqu'en janvier 1967, son éloignement d'Occident étant dû au climat délétère qui règne en son sein à cette époque.
Le 12 janvier 1967, Patrick Devedjian participe à un commando d'Occident qui attaque des étudiants d'extrême gauche du Comité Vietnam national à l'université de Rouen. Parmi les nombreux blessés, Serge Bolloch – il deviendra vingt ans plus tard journaliste au Monde – est dans le coma, le crâne fracassé. Le 12 juillet 1967, il est condamné à 1 000 F d'amende en tant que co-auteur de « violence et voies de fait avec armes et préméditation »,, en même temps que douze autres militants de l'extrême droite – dont Gérard Longuet, Alain Madelin, Alain Robert.
Soupçonné d'être la taupe ayant dénoncé les membres arrêtés, Patrick Devedjian subit le supplice de la baignoire et le groupe prononce son exclusion en novembre 1967.
En 1983, il déclare au quotidien Le Monde : « C'est vrai que, à vingt-deux ans, j'étais partisan de l'Algérie française, mais je n'ai jamais appartenu à aucune organisation d'extrême droite. J'ai simplement fait une erreur de jeunesse en 1967. J'ai accepté de louer à mon nom une camionnette dont se sont servis des militants d'extrême droite pour rejoindre Rouen ». La même année, toujours à un journaliste du Monde, il répète qu'il n'a « pas de passé politique » et qu'il n'a « jamais été militant du mouvement Occident ». En 2005, au même journal, il répond, à propos de la sortie d’un livre sur Occident : « Je ne me suis jamais caché de mon passé. J'étais d'origine arménienne et c'était aussi une façon, pour moi, de me sentir français. J'étais anticommuniste et, finalement, je n'ai pas changé. Je me suis engagé pour la cause de l'Algérie française. » En 2006, il affirme regretter ce qu'il considère comme une erreur de jeunesse.
Après son exclusion d’Occident, il rejoint le Centre de coordination des étudiants européens, dirigé par deux de ses amis : Patrick Edel (ancien de la Fédération des étudiants nationalistes) et Georges Edel (ancien d'Occident). Patrick Devedjian est aussi secrétaire-trésorier du Centre d’études et de documentation des problèmes du Proche-Orient créé et dirigé par François Duprat, autre cadre d’Occident exclu par ses camarades, et futur cofondateur du Front national. Le centre a pour but de développer l’antisionisme radical dans l’extrême droite française. Vers 1976, il sert d'intermédiaire entre Duprat et Georges Albertini, ce dernier souhaitant que Duprat retire certains passages du livre qu'il prépare alors sur l'argent et la politique française. En effet, Devedjian est resté lié à Duprat (qu'il défend avec succès devant la justice, dans une affaire de coups et blessures, en 1972) tout en devenant l'un des avocats d'Albertini.

#### La revueContrepoint
En 1970, il crée avec Pierre-Marie Dioudonnat (ancien militant d’Occident, futur candidat suppléant du Front national) et Georges Liébert (issu de la mouvance Algérie française) la revue Contrepoint, parfois considérée comme l’ancêtre de Commentaire, et qui se réclame de Raymond Aron. Toutefois, selon Frédéric Charpier, « en réalité, il n'y aura guère, semble-t-il, de contacts entre Raymond Aron et la revue, si ce n'est un dîner au cours duquel, selon un ancien d'Occident, Patrick Devedjian aurait lancé au sociologue et chantre des intellectuels libéraux : “Monsieur Aron, je suis arménien, vous êtes juif, entre métèques, il convient de s'entendre” ». La revue est ensuite vendue au club de l'Horloge.
De même, pour le politiste Gwendal Châton, « À la lecture de la revue néanmoins, ce libéralisme penche nettement plus vers le conservatisme que vers la social-démocratie. Elle semble même plus à droite que Raymond Aron lui-même, qui était un libéral réformiste n’hésitant pas à assumer la validité partielle des critiques socialiste et libertaire ».

#### Adhésion au RPR et élection à Antony
Durant les années qui suivent, sa carrière d'avocat et ses convictions politiques l'amènent à se rapprocher du mouvement gaulliste. Il adhère à l'UDR en 1971 et contribue à la fondation du tout nouveau Rassemblement pour la République (RPR). Il en rédige les statuts avec Charles Pasqua, dont il est proche.
En 1977, la liste de gauche emmenée par le sénateur communiste André Aubry gagne les élections municipales à Antony. Anticommuniste convaincu, Patrick Devedjian se présente au nom du RPR pour reprendre la ville. Il rejoint également Solidarité et défense des libertés, une organisation issue du Service d'action civique (SAC), fondée par Charles Pasqua au moment où le SAC va être dissous (à cause de la tuerie d'Auriol) et qui, selon l’historien François Audigier, a les « mêmes méthodes musclées, [la] même organisation paramilitaire » que le SAC.
Patrick Devedjian est battu aux législatives de 1978, ainsi qu'aux cantonales de 1982 et aux municipales de 1983. Cependant, après un recours au tribunal administratif et au Conseil d'État, l'élection municipale de 1983 est annulée pour fraude. Il sort vainqueur de la seconde élection et est élu maire d'Antony. Sur sa liste, Jean-Yves Le Gallou est adjoint à la culture en tant que membre du Parti républicain. En 2006, Patrick Devedjian affirme avoir exclu Jean-Yves Le Gallou de la majorité municipale en 1985, quand l'intéressé eut adhéré au Front national. Toutefois, en mars 1986, Jean-Yves Le Gallou est encore décrit comme adjoint au maire d'Antony.
Maire d'Antony pendant 19 ans, de 1983 à 2002, il se consacre à la modernisation de sa ville, qu'il habite jusqu'à sa mort. Il est réélu en 1989, 1995 et 2001, date à laquelle la liste qu'il conduit l'emporte pour la première fois au premier tour.

#### Premiers mandats de député des Hauts-de-Seine
Élu député en 1986, il est membre jusqu'en 2002 de la commission des finances de l’Assemblée nationale. En 1988, il fait partie des cadres du RPR qui jugent inévitables les alliances avec le Front national aux municipales et aux cantonales. L'année suivante, il exprime son « opposition totale » à la modification de la loi Pasqua de 1986 sur l'immigration. Il s'oppose tout particulièrement au transfert de la décision d'expulser des étrangers, pouvoir conféré aux préfets par la loi Pasqua, à la justice par la loi Joxe modifiant cette loi précédente.
Rapporteur des accords du GATT en 1993 puis du budget de la Justice entre 1997 et 2002, il est l'un des rares parlementaires du RPR à avoir voté en faveur du traité de Maastricht en 1992.
Durant la campagne présidentielle de 1995, il est, avec Nicolas Sarkozy, un fervent partisan d'Édouard Balladur. Après que le duel Jacques Chirac/Édouard Balladur s'est soldé par la défaite du camp Balladur, il traverse une période de pénitence au sein du RPR comme la plupart des balladuriens. Il rentre en grâce durant la campagne présidentielle de 2002.
À la fin des années 1990, il s'oppose au pacte civil de solidarité (pacs). Il fustige « l'hystérie de la majorité » (la gauche plurielle) qui vote cette réforme. Il cosigne ensuite la saisine du Conseil constitutionnel contre le pacs. Il estime que le recours a « une chance sérieuse » d'aboutir. La loi est intégralement validée par le Conseil.

#### Ministre sous la présidence de Jacques Chirac
La droite gagne en 2002 ; sous l'autorité de Nicolas Sarkozy, alors ministre de l'Intérieur, il est nommé ministre délégué aux Libertés locales où il met en œuvre l'Acte II de la décentralisation. En raison de la demande de Jacques Chirac que les ministres n'exercent plus de mandat exécutif, il démissionne de son poste de maire d'Antony en faveur de l'un de ses adjoints, Raymond Sibille. C'est son suppléant Georges Siffredi qui devient député comme la loi le prévoit.
Lorsque Nicolas Sarkozy est nommé à l'Économie et aux Finances, Patrick Devedjian devient ministre délégué à l'Industrie jusqu'en mai 2005, date à laquelle il n'est pas repris dans le gouvernement Villepin. Il est réélu député de la 13e circonscription des Hauts-de-Seine (Antony, Bourg-la-Reine, Châtenay-Malabry, Sceaux) en octobre 2005.
Comme conseiller politique de Nicolas Sarkozy, Patrick Devedjian est un des premiers membres de l'UMP à se prononcer publiquement pour le retrait du Contrat première embauche (CPE), bien qu'il ait préalablement défendu à plusieurs reprises cette mesure, issue d'une convention de son parti.

#### Fonctions sous la présidence de Nicolas Sarkozy
Lors de l'élection présidentielle de 2007, il soutient la candidature de Nicolas Sarkozy. Le 18 mai 2007, Patrick Devedjian ne fait pas partie du premier gouvernement François Fillon et fait part de son agacement quant à l'ouverture prônée par Nicolas Sarkozy en déclarant : « Je suis pour un gouvernement d'ouverture, y compris aux sarkozystes, c'est tout dire ».
Mécontent de la nomination de Rachida Dati à la fonction de garde des Sceaux, poste que Nicolas Sarkozy lui aurait selon lui auparavant promis, Patrick Devedjian prend néanmoins, le 1er juin 2007, la succession de Nicolas Sarkozy à la présidence du conseil général des Hauts-de-Seine et accède à la tête de l'UMP comme secrétaire général délégué, en remplacement de Brice Hortefeux, puis, le 25 septembre 2007, comme secrétaire général. Toujours en 2007, il crée une polémique en s’exclamant : « Cette salope ! » devant une caméra de Télé Lyon Métropole, à propos d’Anne-Marie Comparini, députée centriste, récemment battue.
Patrick Devedjian quitte ses fonctions à la tête du parti majoritaire, le 5 décembre 2008, quand il est nommé ministre auprès du Premier ministre, chargé de la Mise en œuvre du plan de relance, une fonction gouvernementale temporaire créée pour suivre le plan de relance économique français à la suite de la crise financière de 2008. Il n'est cependant pas reconduit dans le troisième gouvernement François Fillon, formé le 14 novembre 2010.

#### Président du conseil départemental des Hauts-de-Seine
Un an après son élection à la tête du conseil général, Patrick Devedjian déclare dans L'Express du 17 juillet 2008 : « Dans la continuité de ce qu'avait engagé Nicolas Sarkozy, je suis amené à nettoyer les écuries d'Augias » dans le département des Hauts-de-Seine,. Ce propos provoque un conflit entre Patrick Devedjian et d'autres élus du département. Isabelle Balkany, vice-présidente du conseil général, se dit « extrêmement choquée par ces déclarations qui mettent en cause l'honorabilité et la respectabilité des élus, de l’administration du conseil général et de ses deux anciens présidents, » Pasqua et Sarkozy, et exige des « excuses publiques ».
Contre la volonté de Patrick Devedjian, Jean Sarkozy est élu président du groupe majoritaire au conseil général,. Cette élection provoque de nouvelles tensions, et Patrick Devedjian affirme : « Entre Nicolas et moi, il y a son fils ». Le jeune élu cherche ensuite à briguer la succession de Devedjian à la tête de l'Établissement public pour l'aménagement de la région de la Défense (EPAD), après que celui-ci a échoué à faire repousser la limite d'âge qui le contraignait à y renoncer. Un mouvement d'hostilité dans l'opinion publique contraint néanmoins Jean Sarkozy à retirer sa candidature,.
En novembre 2010, après sa non-reconduction dans le troisième gouvernement de François Fillon, Patrick Devedjian est battu lors de l'élection du président de la fédération UMP des Hauts-de-Seine, par le député Jean-Jacques Guillet, élu avec 64 % des suffrages exprimés. Il accuse alors l'entourage de Nicolas Sarkozy d'avoir orchestré la manœuvre contre lui.
À l'approche des élections cantonales de 2011, Patrick Devedjian affirme redouter que Jean Sarkozy ne cherche à prendre sa place à la tête du conseil général. Plusieurs élus UMP font mine de se positionner et Jean Sarkozy lui-même évoque la « nécessité de sang neuf ». Le résultat des élections change la situation : alors que Patrick Devedjian est réélu à Antony, plusieurs sortants sarkozystes (notamment Isabelle Balkany et Marie-Cécile Ménard) sont défaits. Nicolas et Jean Sarkozy font alors savoir qu'ils ne s'opposent pas à la réélection du président du conseil général.
En juin 2012, après la défaite de Nicolas Sarkozy à l'élection présidentielle, la directrice de cabinet de Patrick Devedjian Marie-Célie Guillaume publie un roman à clef, Le Monarque, son fils, son fief, qui relate les manœuvres conduites, selon elle, contre Patrick Devedjian par le « clan Sarkozy ». Entièrement orienté sur le point de vue de Patrick Devedjian, le livre provoque un grand émoi « dans la Sarkozie » et au sein de l'UMP Hauts-de-Seine. Accusé d'avoir commandité le livre, Patrick Devedjian se garde de le désavouer, mais finit par concéder le licenciement de sa directrice de cabinet.
Patrick Devedjian redevient député de la 13e circonscription des Hauts-de-Seine en décembre 2010. Il est réélu en juin 2012 avec quelque 200 voix d'avance sur son concurrent MRC Julien Landfried. Sa réélection est cependant annulée par le Conseil constitutionnel en octobre 2012, en raison de l'inéligibilité de son suppléant Georges Siffredi, qui était déjà remplaçant UMP au Sénat et ne pouvait donc se présenter aux législatives. Une législative partielle se déroule en conséquence en décembre 2012. Patrick Devedjian est réélu au second tour avec 60 % des voix.

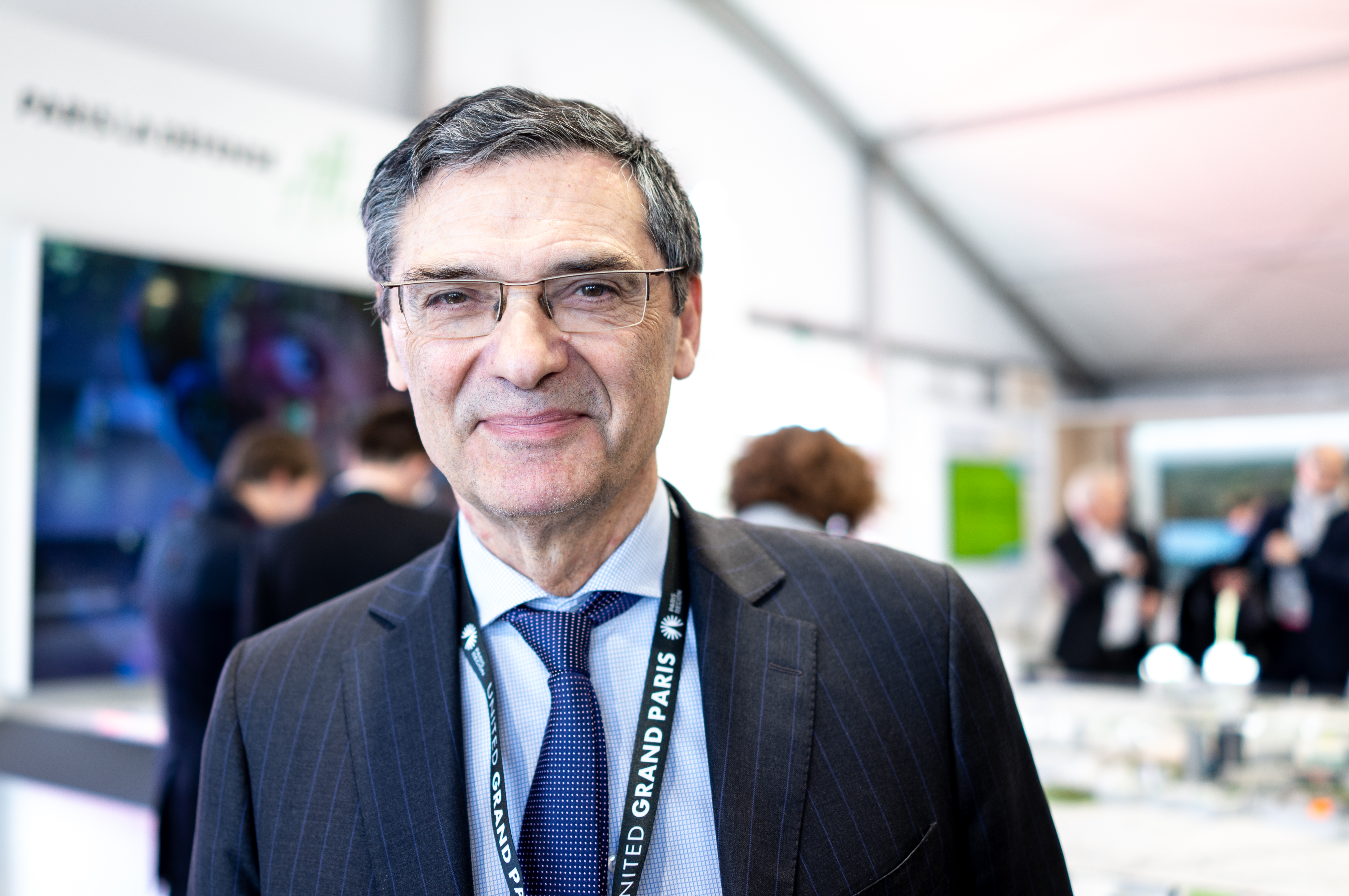
Patrick Devedjian en 2019.

Il soutient la candidature de François Fillon pour la présidence de l'UMP lors du congrès d'automne de 2012,.
Désigné lors d'une primaire de l’UMP face à Patrick Ollier pour prendre la présidence de Paris Métropole, il est élu, le 19 décembre 2014, président du syndicat mixte de Paris Métropole, succédant au socialiste Daniel Guiraud et prenant ainsi en charge la mise en place de la métropole du Grand Paris au 1er janvier 2016.
Lors des élections départementales de 2015, il est élu conseiller départemental du nouveau canton d'Antony dès le premier tour. Il est ensuite réélu président du conseil départemental des Hauts-de-Seine (nouveau nom du conseil général).
En juin 2016, il annonce qu'il ne se représentera pas aux élections législatives de 2017. Il parraine Nathalie Kosciusko-Morizet pour la primaire présidentielle des Républicains de 2016 mais soutient Alain Juppé.

### Mort
Le soir du 26 mars 2020, alors que la France est en pleine pandémie de Covid-19, Patrick Devedjian annonce sur Twitter qu'il a été testé positif et qu'il est hospitalisé à Antony. Il déclare qu'il est « fatigué mais stabilisé » et qu'il « remonte la pente ». Cependant, son état de santé se dégrade rapidement et il meurt dans la nuit du 28 mars 2020 à l'âge de 75 ans,,. Il est la première personnalité politique française en activité à mourir de la Covid-19 (les anciens parlementaires Nicolas Alfonsi et Jacques Oudin en étaient morts respectivement le 16 et le 21 mars 2020). Son décès suscite une certaine émotion et de nombreuses réactions dans la classe politique. Il est inhumé dans un premier temps au sein d'un caveau provisoire au cimetière communal d'Antony (Hauts-de-Seine), avant d'être transféré quelques mois plus tard au cimetière de Courrensan (Gers).
Son suppléant Jacques Legrand, adjoint au maire d'Antony, lui succède comme conseiller départemental pour le canton d'Antony, tandis que Georges Siffredi assure d'abord l'intérim à la présidence du conseil départemental des Hauts-de-Seine en sa qualité de premier vice-président avant de lui succéder de façon effective.

## Détail des mandats et fonctions

### Au gouvernement
Patrick Devedjian a détenu les portefeuilles ministériels suivants :
- du 7 mai 2002 au 30 mars 2004 : ministre délégué auprès du ministre de l'Intérieur, de la Sécurité intérieure et des Libertés locales, chargé des Libertés locales, dans les gouvernements Raffarin I (mai-juin 2002) et Raffarin II (juin 2002 - mars 2004) ;
- du 31 mars 2004 au 31 mai 2005 : ministre délégué auprès du ministre d’État, ministre de l’Économie, des Finances et de l’Industrie, chargé de l'Industrie, dans le gouvernement Raffarin III (mars 2004 - mai 2005) ;
- du 5 décembre 2008 au 13 novembre 2010 : ministre auprès du Premier ministre, chargé de la Mise en œuvre du plan de relance dans le gouvernement Fillon II.

### À l’Assemblée nationale
Député des Hauts-de-Seine :
- du 2 avril 1986 au 16 juillet 2002 : élu le 16 mars 1986, réélu le 12 juin 1988, le 28 mars 1993, le 1er juin 1997 et le 16 juin 2002 (abandonne son siège à son suppléant le 16 juillet 2002, pour cause de maintien aux fonctions de ministre délégué auprès du ministre de l'Intérieur, de la Sécurité intérieure et des Libertés locales, chargé des Libertés locales ;
- du 4 octobre 2005 au 5 janvier 2009 : élu le 2 octobre 2005, réélu le 17 juin 2007 ;
- depuis le 14 décembre 2010 : retrouve automatiquement son siège un mois après la cessation de ses fonctions gouvernementales, et est réélu le 17 juin 2012 au second tour, élection annulée le 18 octobre 2012 par décision du conseil constitutionnel, réélu au second tour de la législative partielle le 16 décembre 2012.

### Au niveau local
- du 16 octobre 1983 au 29 mai 2002 : maire d'Antony.
- du 30 mai 2002 au 27 octobre 2005 : deuxième adjoint au maire d'Antony (Hauts-de-Seine).
- du 11 octobre 2002 au 27 octobre 2005 : président de la Communauté d'agglomération des Hauts-de-Bièvre (membre entre 2002 et 2008).
- du 29 mars 2004 au 2 avril 2015 : conseiller général des Hauts-de-Seine (élu dans le canton de Bourg-la-Reine) et vice-président du conseil général jusqu'en 2007.
- du 2 avril 2015 au 29 mars 2020 : conseiller départemental des Hauts-de-Seine (élu dans le canton d'Antony).
- du 1er juin 2007 au 29 mars 2020 : président du conseil général puis départemental des Hauts-de-Seine.

### Au sein de partis politiques
- 1984 : membre du comité central du RPR.
- 1986-1988 : secrétaire national aux fédérations.
- 1998-1999 : secrétaire national du RPR, chargé des questions sociales.
- 1999-2001 : porte-parole du RPR.
- 2001-2002 : conseiller politique de Michèle Alliot-Marie, présidente du RPR.
- en 2002 : membre du conseil des fondateurs et du comité exécutif de l'UMP.
- du 25 septembre 2007 au 5 décembre 2008 : secrétaire général de l'UMP.

### Autres
- Vice-président de la Société des amis du Louvre
- 2017-2020 : membre du conseil d'administration de l'Établissement public du musée du Louvre[84],[85].

## Prises de position

### Crise migratoire
En 2015, dans le cadre de la crise migratoire en Europe, Patrick Devedjian déclare au sujet des Allemands, lors d’une conférence de presse : « Ils nous ont pris nos juifs, ils nous rendent des Arabes ». Par la suite, il affirme qu’il s’agissait d’une « boutade humoristique […] déplacée » qu'il regrettait.

### Communauté arménienne et soutien à l'Asala
Cette section ne s'appuie pas, ou pas assez, sur des sources secondaires ou tertiaires indépendantes du sujet. Le texte peut contenir des analyses inexactes ou inédites de sources primaires.
Pour l'améliorer, ajoutez-en, ou placez des modèles {{Source secondaire souhaitée}} ou {{Source secondaire nécessaire}} sur les passages mal sourcés. (juillet 2023)
Engagé au sein de la communauté arménienne de France, dont il est issu, Patrick Devedjian milite notamment pour la reconnaissance politique du génocide arménien par la Turquie. Il est d'autre part à l'origine du réexamen parlementaire, huit ans après une première tentative infructueuse de la gauche, d'une proposition de loi finalement adoptée en octobre 2006 et par lequel la France reconnaît l'existence du génocide arménien.
Vingt ans plus tôt, en 1985, Patrick Devedjian avait qualifié de « résistance » les actions de l'Armée secrète arménienne de libération de l'Arménie (Asala)[source insuffisante] qui a commis une centaine d'attentats entre 1975 et 1983. Il a d'ailleurs été l'avocat de certains membres de l'Asala, notamment de Mardiros Jamgotchian, condamné à quinze ans de réclusion criminelle, par la cour d’assises de Genève, pour l’assassinat en juin 1981 du secrétaire du consul général de Turquie à Genève, au terme d’un procès durant lequel Patrick Devedjian a tenté de présenter son client comme « un soldat » qui aurait tué un autre « soldat ». Il est également l'avocat des quatre membres de l'Asala qui, en septembre 1981, effectuent une prise d'otages au consulat général de Turquie à Paris.
Le 19 novembre 1981, trois jours après l'attentat de l'Asala contre la gare de l'Est à Paris, il a prononcé, à l'invitation du « Comité de soutien aux prisonniers politiques arméniens » (c'est-à-dire les terroristes de l'Asala et des CJGA incarcérés en France et en Suisse), un discours à la Maison de la mutualité centré sur la « légitimité » du terrorisme arménien.

### Adhésion de la Turquie à l'UE
Patrick Devedjian milite contre l'adhésion de la Turquie à l'Union européenne, estimant qu'elle ne respecte pas les critères de Copenhague. Selon lui, la Turquie n'assume pas son passé (négation du génocide arménien), ne reconnaît pas certains États membres de l'Union européenne (Chypre) et persécute certaines minorités (les Kurdes).
Dans son livre À moi le ministère de la parole, il écrit :
- « Je reste donc très favorable au dialogue avec la Turquie, malgré sa brutalité et son attitude inacceptable, symbolisée par l'occupation militaire d'une partie du territoire européen - la moitié nord de Chypre - au moment même où elle demande à y être intégrée juridiquement. » (p. 190) ;
- « L'entrée de la Turquie est incompatible avec le projet européen, qui repose justement, pour chacun des pays qui y adhèrent, sur le deuil du nationalisme. C'est la raison pour laquelle la Turquie refuse de reconnaître le génocide arménien et traîne en justice ceux qui s'en indignent, comme l'écrivain Orhan Pamuk. Ce serait vécu comme une humiliation. De même, l'évacuation de Chypre-nord et la reconnaissance de Chypre-sud seraient vécues comme une défaite. Cela explique enfin pourquoi la Turquie ne peut accepter d'abriter une minorité kurde : ce serait ressenti comme un démembrement de la nation, une menace pour son unité » (p. 191).

## Postérité
L'auditorium de La Seine musicale porte le nom de Patrick-Devedjian depuis septembre 2020.
En 2021, le boulevard circulaire de la Défense est renommé « boulevard Patrick-Devedjian ».

## Publications
- Le Temps des juges, Paris, Flammarion, 1996 (ISBN 2080670670).
- Penser la droite, Paris, Plon, 1999 (ISBN 2259190995).
- Avec Emmanuel Kessler, À moi le ministère de la parole : entretiens avec Emmanuel Kessler, Paris, Éditions de l'Archipel, 2006, 236 p. (ISBN 2-84187-762-0 et 9782841877621)